# Jeanne Balibar
Pour les articles homonymes, voir Balibar.
Jeanne Balibar, née le 13 avril 1968 à Paris, est une actrice, réalisatrice et chanteuse française.
Notamment présente dans le cinéma d'auteur français, elle reçoit le César de la meilleure actrice en 2018, pour son rôle dans Barbara. Sa carrière est également très tournée vers le théâtre et, à partir de 1999, vers la chanson avec notamment la publication de deux albums.

## Biographie

### Famille et formation
Jeanne Suzanne Renée Balibar est la fille du philosophe Étienne Balibar et de la physicienne Françoise Balibar.
Elle suit d'abord un cursus de sport-études (section danse) au lycée Racine et obtient également un prix au concours général. Après son baccalauréat, elle entre en hypokhâgne au lycée Henri-IV et réussit le concours Lettres A/L de l'École normale supérieure de la rue d'Ulm en 1987. Elle passe ensuite une maîtrise d'histoire à l'université de Paris I.
Elle entre en 1991 au cours Florent. L'année suivante, alors qu'elle s'apprête à se présenter à l'agrégation d'histoire, elle réussit le concours d'entrée au Conservatoire national supérieur d'art dramatique.

### Carrière théâtrale

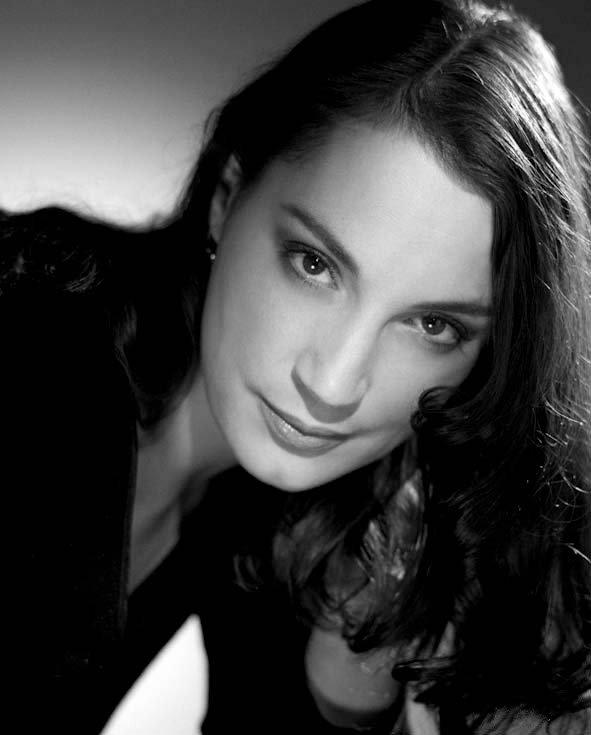
Jeanne Balibar en 1998 par le studio Harcourt.

En 1993, alors qu'elle n'a suivi qu'un seul trimestre au Conservatoire, Jeanne Balibar est recrutée par la Comédie-Française comme pensionnaire. Elle joue dès l'été dans la cour d'honneur du Festival d'Avignon une très remarquée Elvire dans le Dom Juan de Molière. Elle est aussi remarquée en 1995 dans Les Bonnes de Jean Genet. Insatisfaite, elle quitte cependant la Comédie-Française, en 1997, pour répondre aux propositions de rôles de plus en plus nombreux au cinéma.
Elle n'abandonne pourtant pas la scène, où elle se produit très régulièrement. Elle a notamment interprété le rôle de Dona Prouhèze dans Le Soulier de satin de Paul Claudel, (mis en scène par Olivier Py en 2003, repris en 2009 au Théâtre de l'Odéon), et le rôle d'Héléna dans Oncle Vania de Tchekhov, mis en scène par Julie Brochen au Théâtre de l'Aquarium,.
En 2008, lors du festival d'automne à Paris, elle joue au Théâtre de la Ville en duo avec le chorégraphe français de danse contemporaine Boris Charmatz, La Danseuse malade, spectacle inspiré par la danse japonaise Buto.
Bilingue en allemand depuis la fin de l'adolescence, en anglais depuis ses vingt ans, Jeanne Balibar a joué également des pièces en langue étrangère, notamment à Berlin Solaris en 2005 et La Cousine Bette en 2014.

### Carrière cinématographique

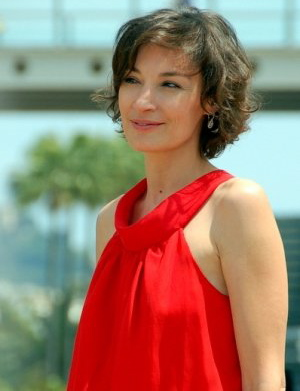
Jeanne Balibar au festival de Cannes 2009.

Jeanne Balibar commence sa carrière cinématographique dès 1992 dans un film d'Arnaud Desplechin. À côté de nombreux autres rôles, elle jouera plusieurs fois pour Jean-Claude Biette, Josée Dayan, Jacques Rivette. C'est ce dernier qui, dans Va savoir, lui offre en 2001 son premier grand rôle. Refusant des propositions pour des comédies ou des films populaires, tel Jet Set, elle devient, en dix ans, une icône du nouveau cinéma d'auteur français, orientation de carrière qu'elle regrettera a posteriori.
Elle obtient en 1998 le prix de la meilleure actrice (Concha de plata) au Festival de San Sebastian pour sa prestation dans le film d'Olivier Assayas Fin août, début septembre. Elle est nommée au César de la meilleure actrice dans un second rôle en 2001 pour le film de Jeanne Labrune Ça ira mieux demain et en 2009 pour le film de Diane Kurys Sagan.
Elle est membre du jury des longs métrages de la 58e Mostra de Venise en 2001 et du 61e Festival de Cannes en 2008.
En janvier 2013, sort son premier film, Par exemple, Électre, réalisé en collaboration avec Pierre Léon et récompensé en 2012 d'une « mention spéciale » lors de la remises des prix Jean-Vigo. Après plusieurs rôles secondaires, elle obtient le César de la meilleure actrice, le 2 mars 2018 pour son interprétation dans le film Barbara, réalisé par Mathieu Amalric.
Après plusieurs années pour réunir les financements, elle écrit et réalise seule son second long métrage en 2018, Merveilles à Montfermeil, abordant le genre de la comédie loufoque,.

### Chanteuse
Jeanne Balibar commence une carrière de chanteuse en participant, en 1999, à un concert en soutien au Groupe d'information et de soutien des immigrés, dans la salle parisienne de l'Élysée Montmartre. C'est probablement là qu'elle a rencontré Rodolphe Burger[réf. nécessaire], en chantant la chanson de Serge Gainsbourg Les P'tits Papiers, en référence à la situation des « sans-papiers ». Elle chante également pour l'album-hommage à Serge Reggiani, Autour de Serge Reggiani, en reprenant sa chanson La Putain.
Dans son premier album, Paramour, elle mêle sa voix aux arrangements de Rodolphe Burger et signe une partie des textes avec Pierre Alferi, son compagnon d'alors. Sorti le 13 octobre 2003, cet album révèle une ambiance rock, sombre et mélancolique, avec notamment une reprise de Peggy Lee, alternant chansons françaises et anglaises. Il contient aussi un duo avec Maggie Cheung, sa partenaire dans Clean d'Olivier Assayas. Pour son deuxième album Slalom Dame, sorti le 7 novembre 2006, elle en confie la réalisation à plusieurs arrangeurs, en plus de Rodolphe Burger et de Pierre Alféri, notamment à Dominique A et Fred Poulet. À l'occasion de la tournée qui suit la sortie de l'album, elle se produit en compagnie du groupe Poni Hoax.
Elle chante également dans le film Le Bal des actrices de Maïwenn, où elle se moque de son statut d'« actrice intello », et dans Le Plaisir de chanter de Ilan Duran Cohen avec la chanson L'amour est fou.
Le 25 janvier 2010, elle se produit en concert, accompagnée de Rodolphe Burger, Marc Kerr et Arnaud Roulin, au Café de la danse à Paris où le documentaire sur elle, Ne change rien de Pedro Costa, est également projeté ce soir-là. La même année, elle participe à une chanson dans l'album éponyme de Philippe Katerine.

### Radio
Elle est sociétaire des Grosses Têtes sur RTL depuis le 21 juin 2023.

### Vie privée
Jeanne Balibar a été la compagne de l'acteur et réalisateur Mathieu Amalric de 1996 jusqu'à leur séparation en 2003. Ils ont eu deux fils. Elle a ensuite été en couple avec l'écrivain Pierre Alferi — qui participe à l'écriture de son album de musique Paramour — puis avec le musicien Philippe Katerine.
Elle vit depuis avec le metteur en scène allemand Frank Castorf.

## Engagements et prises de position
Jeanne Balibar est depuis longtemps engagée auprès des associations en faveur des étrangers en situation irrégulière,,.
Elle s'est opposée à la loi Hadopi et a exprimé ses craintes quant à la politique de Nicolas Sarkozy lors de son élection comme président de la République, le comparant à Silvio Berlusconi.
Le 30 novembre 2015, elle est parmi les signataires de l'Appel des 58 « Nous manifesterons pendant l'état d'urgence »,.
En mai 2019, elle co-signe, parmi 1 400 personnalités du monde de la culture, la tribune « Nous ne sommes pas dupes ! », publiée dans le journal Libération, pour soutenir le mouvement des Gilets jaunes, affirmant « Les gilets jaunes, c’est nous ». Après qu'Emmanuel Macron s'est déclaré « bouleversé par la justesse » du film Les Misérables, elle tient des propos critiques à  son égard : « Tant qu’il n’y a pas de bouleversement de la politique fiscale, ça ne sert à rien d’aller voir un film et de dire “Je suis bouleversé”, c’est de la merde. […] On voit des milliardaires devenus cent fois plus milliardaires qu’il y a vingt ans, et tout chef d’État qui ne rapatrie pas cet argent aujourd’hui est un criminel, responsable de toute mort dans un hôpital. […] De toute personne qui ne pourra pas se déplacer pour trouver un travail – parce que ce n’est sûrement pas vrai qu’il suffit de traverser la rue… »
En 2023, elle soutient le mouvement contre le projet de réforme des retraites en signant avec 300 autres artistes une pétition s'adressant au chef de l’État pour demander le retrait immédiat du projet, considéré « injuste, inefficace, touchant plus durement les plus précaires et les femmes », en plus d'être rejeté « par l'immense majorité de la population, et même minoritaire à l'Assemblée nationale ». Le texte met en avant le devoir de solidarité face à une réforme qui « va frapper plus durement ceux qui exercent les métiers les plus difficiles. »

## Publications
Jeanne Balibar est, avec Philippe Mangeot, cotraductrice de l'ouvrage de Grahame Lock : Wittgenstein. Philosophie, logique, thérapeutique, Presses universitaires de France, 1992.

## Filmographie

### Actrice

#### Cinéma
- 1992 : La Sentinelle d'Arnaud Desplechin : non créditée
- 1994 : Un dimanche à Paris d'Hervé Duhamel : Nina
- 1994 : La Folie douce de Frédéric Jardin : Madeleine
- 1994 : La Croisade d'Anne Buridan de Judith Cahen
- 1996 : Comment je me suis disputé... (ma vie sexuelle) d'Arnaud Desplechin : Valérie
- 1997 : J'ai horreur de l'amour de Laurence Ferreira Barbosa : Annie
- 1997 : Mange ta soupe de Mathieu Amalric : la fille
- 1998 : Dieu seul me voit de Bruno Podalydès : Anna
- 1999 : Fin août, début septembre d'Olivier Assayas : Jenny
- 1999 : Trois Ponts sur la rivière de Jean-Claude Biette : Claire
- 2000 : Sade de Benoît Jacquot : Madame Santero
- 2000 : Ça ira mieux demain de Jeanne Labrune : Élisabeth
- 2001 : Comédie de l'innocence de Raoul Ruiz : Isabella
- 2001 : Va savoir de Jacques Rivette : Camille B.
- 2001 : Avec tout mon amour d'Amalia Escriva : Eugénia
- 2001 : Le Stade de Wimbledon de Mathieu Amalric : la jeune femme
- 2002 : Une affaire privée de Guillaume Nicloux : Sylvie, l'ex de Manéri
- 2002 : 17 fois Cécile Cassard de Christophe Honoré : Édith
- 2003 : Saltimbank de Jean-Claude Biette : Vanessa Bartholomioux
- 2003 : Toutes ces belles promesses de Jean-Paul Civeyrac : Marianne
- 2004 : Code 46 de Michael Winterbottom : Sylvie
- 2004 : Clean d'Olivier Assayas : Irène Paolini
- 2006 : Call Me Agostino de Christine Laurent : Marianne Baudessin
- 2007 : J'aurais voulu être un danseur d'Alain Berliner : Claudia
- 2007 : Ne touchez pas la hache de Jacques Rivette : Antoinette de Langeais
- 2007 : Sagan de Diane Kurys : Peggy Roche
- 2008 : La Fille de Monaco d'Anne Fontaine : Hélène
- 2008 : Le Plaisir de chanter de Ilan Duran Cohen : Constance
- 2009 : L'Idiot de Pierre Léon : Nastassia Philippovna
- 2009 : Le Bal des actrices de Maïwenn : elle-même
- 2009 : La Femme invisible (d'après une histoire vraie) d'Agathe Teyssier : Fantômette
- 2010 : Ne change rien de Pedro Costa : elle-même
- 2010 : À l'âge d'Ellen de Pia Marais : Ellen
- 2013 : Par exemple, Électre de Jeanne Balibar et Pierre Léon : Jeanne
- 2013 : Delight de Gareth Jones (en) : Écho
- 2013 : Layla Fourie de Pia Marais :
- 2014 : Grace de Monaco d'Olivier Dahan : la comtesse Baciocchi
- 2014 : Les Nuits d'été de Mario Fanfani : Hélène Aubertin
- 2015 : Le Dos rouge d'Antoine Barraud : Célia Bhy
- 2016 : Deadweight d'Axel Koenzen : Francoise Kettler
- 2016 : À jamais de Benoît Jacquot : Isabelle
- 2017 : Barbara de Mathieu Amalric : Brigitte/Barbara
- 2018 : Cold War de Paweł Pawlikowski : Juliette
- 2019 : Merveilles à Montfermeil de Jeanne Balibar : Joëlle Mrabti
- 2019 : Les Misérables de Ladj Ly : la commissaire
- 2021 : Illusions perdues de Xavier Giannoli : Marquise d'Espard
- 2021 : Memoria d'Apichatpong Weerasethakul : l'archéologue
- 2021 : Alors on danse de Michèle Laroque : Aline
- 2023 : Seule : Les Dossiers Silvercloud de Jérôme Dassier : Charlie
- 2023 : Le Processus de paix d'Ilan Klipper : Nadia
- 2023 : Bâtiment 5 de Ladj Ly : Agnès Millas
- 2024 : Le Molière imaginaire d'Olivier Py : Madeleine Béjart
- 2024 : Boléro d'Anne Fontaine : Ida Rubinstein
- 2024 : Ma famille chérie d'Isild Le Besco : Janet
- 2024 : Laissez-moi de Maxime Rappaz : Claudine
- 2024 : Lads de Julien Menanteau : Suzanne
- 2025 : Le Système Victoria de Sylvain Desclous : Victoria Winter
- 2025 : Ma mère, Dieu et Sylvie Vartan de Ken Scott : Madame Fleury
- 2025 : Nino de Pauline Loquès : Sandrine

#### Courts métrages
- 1994 : Le Beau Pavel de Lou Jeunet : Jeanne
- 2001 : Intimisto de Licia Eminenti : la femme
- 2002 : Petite Victoire de Gilles Cohen : Michelle
- 2006 : Mademoiselle Y d'Hélène Fillières : Madame X

#### Télévision
- 1995 : Julie Lescaut (série télévisée), saison 2, épisode 3 Trafics de Josée Dayan : Marika
- 1995 : Le Crime de monsieur Stil (téléfilm) de Claire Devers : Charlotte
- 1999 : Balzac (téléfilm) de Josée Dayan : Alina
- 2005 : Les Rois maudits (mini-série) de Josée Dayan : Béatrice d'Hirson
- 2006 : Noise (documentaire) d'Olivier Assayas : elle-même
- 2009 : Mourir d'aimer (téléfilm) de Josée Dayan : la mère de Lucas
- 2012 : Clara s'en va mourir (téléfilm) de Virginie Wagon : Clara
- 2013 : Tunnel (série télévisée), saison 1 de Dominik Moll : Charlotte Joubert
- 2017 : La Tueuse caméléon (téléfilm) de Josée Dayan : Judith Corel
- 2019 : Capitaine Marleau de Josée Dayan (série télévisée), saison 3, épisode 1 Une voix dans la nuit : Éva Detrais
- 2021 : La Corde (mini-série) de Dominique Rocher : Sophie Rauk
- 2022 : Irma Vep (mini-série) d'Olivier Assayas : Zoé
- 2022 : Diane de Poitiers de Josée Dayan (téléfilm en deux parties) : Marguerite de Navarre
- 2024 : Franklin (mini-série) : Anne-Catherine de Ligniville Helvétius
- 2024 : Iris (série télévisée) : Catherine Sharpe

#### Doublage et narration
- 2007 : Petits d'homme (documentaire) de Laurent Frapat : voix-off
- 2009 : Panique au village (film d'animation) de Vincent Patar et Stéphane Aubier : Madame Longrée (création de voix)
- 2012 : Ce qu'ils savaient : les Alliés face à la Shoah (documentaire) de Virginie Linhart : voix-off
- 2025 : Astérix et Obélix : Le Combat des chefs (mini-série) d'Alain Chabat : Apothika (création de voix)

### Réalisatrice
- 2013 : Par exemple, Électre – coréalisé avec Pierre Léon
- 2019 : Merveilles à Montfermeil[28]

### Scénariste
- 2013 : Par exemple, Électre d'elle-même et Pierre Léon
- 2019 : Merveilles à Montfermeil d'elle-même

## Théâtre

### Comédienne et danseuse
- 1991 : L'Enchanteur pourrissant de Guillaume Apollinaire, mise en scène Jean-Pierre Rossfelder
- 1992 : Le Mariage forcé de Molière, mise en scène Sava Lolov
- 1993 : Dom Juan de Molière, mise en scène Jacques Lassalle, Festival d'Avignon Comédie-Française - Elvire
- 1994 : Monsieur Bob'le de Georges Schehadé, mise en scène Jean-Louis Benoît, Comédie-Française
- 1994 : La Glycine de Serge Rezvani, mise en scène Jean Lacornerie, Comédie-Française Théâtre du Vieux-Colombier
- 1995 : Le Square de Marguerite Duras, mise en scène Christian Rist, Comédie-Française, Théâtre du Vieux-Colombier
- 1995 : Les Bonnes de Jean Genet, mise en scène Philippe Adrien, Comédie-Française
- 1996 : Clitandre ou l'innocence délivrée de Corneille, mise en scène Muriel Mayette, Comédie-Française
- 1997 : Macbeth de William Shakespeare, mise en scène Katharina Thalbach
- 1998 : Penthésilée d'Heinrich von Kleist, mise en scène Julie Brochen, Le Quartz, Théâtre de la Bastille - Achille
- 1999 : Les Huissiers de Michel Vinaver, mise en scène Alain Françon, Théâtre national de la Colline, Théâtre de Nice
- 2000 : Histoire naturelle de l’esprit (suite et fin) de et mise en scène par Jean-François Peyret
- 2001 : Velvette de Jacques Serena, mise en scène Joël Jouanneau
- 2003 : Oncle Vania d'Anton Tchekhov, mise en scène  Julie Brochen, Théâtre de l'Aquarium, Théâtre de Sartrouville et des Yvelines, Festival d'automne à Paris - Eléna Andréevna
- 2003 : Le Soulier de satin de Paul Claudel, mise en scène Olivier Py, Centre dramatique national Orléans, Théâtre national de Strasbourg, Théâtre de la Ville - Dona Prouhèze
- 2003 : Le Cadavre vivant de Léon Tolstoï, mise en scène  Julie Brochen, Théâtre de l'Aquarium,
- 2004 : Oncle Vania d'Anton Tchekhov, mise en scène  Julie Brochen, Théâtre national de Strasbourg, Théâtre de Nîmes
- 2004 : Le Cadavre vivant de Léon Tolstoï, mise en scène  Julie Brochen, Le Quartz, Théâtre du Nord, Le Cargo
- 2005 : Oncle Vania d'Anton Tchekhov, mise en scène  Julie Brochen, Scène nationale d'Orléans, Théâtre de la Croix-Rousse
- 2005 : Solaris inspiré du roman Solaris de Stanislas Lem, mise en scène Martin Wuttke
- 2006 : Histoire vraie de la Périchole d'après Jacques Offenbach, mise en scène  Julie Brochen - La Périchole
- 2008 : Tournant autour de Galilée de Jean-François Peyret - Virginia, fille de Galilée
- 2008 : La Danseuse malade de Boris Charmatz
- 2008 : Électre de Sophocle, lecture, Festival d'Avignon
- 2009 : Le Soulier de satin de Paul Claudel, mise en scène Olivier Py, Odéon-Théâtre de l'Europe - Dona Prouhèze (reprise)
- 2010: Rien n'est beau, rien n'est gai, rien n'est propre... d'Yves-Noël Genod (Ménagerie de verre)
- 2011 : La Cerisaie d'Anton Tchekhov, mise en scène Julie Brochen, Théâtre national de Strasbourg, Odéon-Théâtre de l'Europe
- 2011 : 1er Avril (Jour des fous), mise en scène Yves-Noël Genod, La Raffinerie Bruxelles
- 2012 : La Dame aux camélias d'Alexandre Dumas, mise en scène Frank Castorf, Théâtre de l'Odéon
- 2012 : Chic By Accident d'Yves-Noël Genod, Ménagerie de verre
- 2013 : Par les villages de Peter Handke, mise en scène Stanislas Nordey, Festival d'Avignon, Théâtre national de la Colline
- 2015 : Les Frères Karamazov de Fiodor Dostoïevski, mise en scène Frank Castorf, Berlin
- 2017 : Die Kabale der Scheinheiligen d'après Mikhaïl Boulgakov, mise en scène Frank Castorf, Berlin
- 2018 : La Fabrique des monstres ou Démesure pour mesure d'après Mary Shelley, mise en scène Jean-François Peyret, Théâtre de Vidy
- 2018 : Les Historiennes d'après Charlotte de Castelnau-L'Estoile, Anne-Emmanuelle Demartini et Emmanuelle Loyer, mise en scène Jeanne Balibar, New York, Festival d'Automne
- 2019 : Bajazet de Jean Racine, mise en scène Frank Castorf, MC93 Bobigny[29]
- 2022 : Molière. Ich bin ein Dämon, mise en scène Frank Castorf, Berlin
- 2024 : Quichotte d'après Miguel de Cervantes, mise en scène Gwenaël Morin, festival d'Avignon

### Lectrice
- 1993 : Atours et alentours de Don Juan de Ödön von Horváth, avec Eric Ruf, Andrzej Seweryn, Roland Bertin, Festival d'Avignon
- 1993 : Hommage à Jean Tortel, avec Jean-Louis Trintignant, Festival d'Avignon
- 1994 : Frankenstein de Mary Shelley, Festival d'Avignon
- 1997 : Lettres d’Aden de Henriette Alphen, avec Eric Ruf et Denis Podalydès, Festival d'Avignon
- 2008 : Électre de Sophocle, avec Denis Podalydès, Evelyne Didi, André Wilms, Festival d'Avignon

## Discographie

### Albums musicaux
- 2003 : Paramour
- 2006 : Slalom Dame
- 2023 : D'ici Là Tout l'Été

### Collaborations musicales
- 1999 : Liberté de circulation (collectif), titre : Les P'tits Papiers
- 2002 : Autour de Serge Reggiani (collectif), titre : La Putain
- 2006 : Noise : Carte blanche à Olivier Assayas au festival Art Rock de Saint-Brieuc (collectif)
- 2009 : Le Bal des actrices (BO du film), deux titres : Changer d'air et Merci
- 2010 : La Fiancée du crocodile du groupe Verone, titre transparent
- 2010 : Philippe Katerine, titre J'aime tes fesses en duo avec Philippe Katerine

### Livres audio
- Un enfant prodige, Irène Némirovsky, « Écoutez Lire », Gallimard Jeunesse, 2015
- Swing Café : Un voyage aux origines du jazz, Norac Carl, Didier Jeunesse, 2021

## Distinctions

### Récompenses
- Rencontres internationales de télévision 1997 : meilleure comédienne pour Le Crime de monsieur Stil
- Festival de San Sebastian 1998 : Coquille d'argent de la meilleure actrice pour Fin août, début septembre
- Festival de Thessalonique 1998 : meilleure actrice pour Dieu seul me voit (Versailles-Chantiers)
- Festival Jean Carmet de Moulins 2008 : prix du jury du second rôle féminin pour dans Sagan de Diane Kurys
- Prix Jean-Vigo 2012 : « Mention spéciale » pour Par exemple, Électre qu'elle a coréalisé
- Prix Lumières 2018 : Prix Lumières de la meilleure actrice pour Barbara
- César 2018 : César de la meilleure actrice pour Barbara

### Nominations
- César 1997 : César du meilleur espoir féminin pour Comment je me suis disputé… (ma vie sexuelle)
- César 1998 : César du meilleur espoir féminin pour J'ai horreur de l'amour
- César 2001 : César de la meilleure actrice dans un second rôle pour Ça ira mieux demain
- César 2009 : César de la meilleure actrice dans un second rôle pour Sagan
- César 2022 : César de la meilleure actrice dans un second rôle pour Illusions perdues

### Décorations
Le 10 février 2016 Jeanne Balibar est nommée au grade d'officier dans l'ordre des Arts et des Lettres.
Le 31 décembre 2019, elle est nommée au grade de chevalier dans l'ordre national de la Légion d'honneur au titre de « actrice, réalisatrice, chanteuse ; 27 ans de services ».

### Membre de jury
- Mostra de Venise 2001 :  membre du jury de la compétition officielle
- Prix Lumières 2009 : présidente du jury
- Festival du cinéma américain de Deauville 2010 : membre du jury de la compétition officielle